# (132445) Gaertner
(132445) Gaertner est un astéroïde de la ceinture principale.

## Description
(132445) Gaertner est un astéroïde de la ceinture principale. Il fut découvert le 14 avril 2002 à l'observatoire Palomar par Maik Meyer. Il présente une orbite caractérisée par un demi-grand axe de 2,32 UA, une excentricité de 0,22 et une inclinaison de 5,8° par rapport à l'écliptique.

## Compléments